# أبو سيف (كوكبة)
كوكبة أبي سيف (باللاتينية: Dorado) من الكوكبات التي تظهر في النصف الجنوبي من الكرة السماوية. ويتراءى للناظر في السماء ما بين خطي عرض 15 درجة شمالا و90 درجة جنوبا. يعتبر شهر كانون الثاني من أفضل الأوقات لرؤيتها. يقع القطب الجنوبي لمسار الشمس في كوكبة أبي سيف.
ترى سحابة ماجلان الكبرى في هذه الكوكبة، وتلك السحابة LMC تبعد عنا نحو 170.000 سنة ضوئية.
تمكن ملاحظة مجرات وتجمعات للنجوم في هذا البرج.
ومن الأمثلة على المجرات، هناك: NGC 1549 ،NGC 1553 ،NGC 1566 ،NGC 1672 ،LMC
أما تجمعات النجوم فهي: NGC 1755 ،NGC 1814 ،NGC 1856
ومن السدم : إن جي سي 2080

## وصلات الخارجية
- موقع الكون